# Yikewulanxiang (ort i Kina, Qinghai Sheng, lat 37,31, long 100,08)
Yikewulanxiang är en ort i Kina. Den ligger i provinsen Qinghai, i den nordvästra delen av landet, omkring 170 kilometer nordväst om provinshuvudstaden Xining. Antalet invånare är 5 651. Befolkningen består av 2 851 kvinnor och 2 800 män. Barn under 15 år utgör 27,0 %, vuxna 15-64 år 66 %, och äldre över 65 år 6,0 %.
Runt Yikewulanxiang är det mycket glesbefolkat, med 7 invånare per kvadratkilometer. Närmaste större samhälle är Shaliuhe, 4,7 km öster om Yikewulanxiang. Trakten runt Yikewulanxiang består i huvudsak av gräsmarker.
Genomsnittlig årsnederbörd är 452 millimeter. Den regnigaste månaden är augusti, med i genomsnitt 117 mm nederbörd, och den torraste är december, med 2 mm nederbörd.